# Zemský okres Mansfeld-Jižní Harz
Zemský okres Mansfeld-Jižní Harz (německy Landkreis Mansfeld-Südharz) je zemský okres v německé spolkové zemi Sasko-Anhaltsko. Sídlem správy zemského okresu je město Sangerhausen. Má přibližně 145 tisíc obyvatel. 

## Města a obce
| Města: 1. Allstedt 2. Arnstein 3. Gerbstedt 4. Hettstedt 5. Kelbra (Kyffhäuser) 6. Lutherstadt Eisleben 7. Mansfeld 8. Sangerhausen | Obce: 1. Benndorf 2. Berga 3. Blankenheim 4. Bornstedt 5. Brücken-Hackpfüffel 6. Edersleben 7. Helbra 8. Hergisdorf 9. Klostermansfeld 10. Seegebiet Mansfelder Land 11. Südharz 12. Wallhausen 13. Wimmelburg |